# Empis simulium
Empis simulium är en tvåvingeart som först beskrevs av Maksymilian Nowicki 1868.  Empis simulium ingår i släktet Empis och familjen dansflugor. Inga underarter finns listade i Catalogue of Life.